# 蒙茅斯 (堪薩斯州)
蒙茅斯（英語：Monmouth）為美國堪薩斯州克勞福德縣的非建制地區。

## 歷史
蒙茅斯於1866年設立，可說是克勞福德縣最古老的社區。此社區的名稱以伊利諾伊州的城市蒙茅斯命名。
此社區的郵政局於1866年7月17日開設。
此社區在1879年時因窄軌鐵路延伸至此地，因而有劇烈的發展。